# Басистюк-Гаптар, Ольга Ивановна
Ольга Ивановна Басистю́к-Гапта́р (род. 19 августа 1950, с. Поляны Волочисский район, Хмельницкая область, УССР) — украинская певица (сопрано). Народная артистка УССР (1985). Герой Украины (2010).

## Биография
В 1974 окончила Львовскую консерваторию им. Н. В. Лысенко.
В 1975 — 1984 — солистка Львовской филармонии.
C 1984 — солистка Республиканского дома органной и камерной музыки (сейчас — Национальный дом органной и камерной музыки Украины).
В 1993 приняла участие в «Шевченковском марте»: выступила с концертами в Оренбурге и Орске (Россия), встречалась с жителями сел, была среди участников презентации Оренбургского общественного Института Тараса Шевченко.
В 1999−2003 была членом комитета по присвоению Национальной премии Украины имени Тараса Шевченко.

### Репертуар
- произведения украинских и русских композиторов (Н. Лысенко, Я. Степовой, М. Аркас, М. Глинка, С. Рахманинов, П. Чайковский)
- зарубежных композиторов (И. Бах, В. Беллини, Дж. Верди, Г. Гендель, Дж. Пуччини, Ф. Шуберт, Э. Вилла Лобос)
- народные песни в специальных органных транскрипциях.

## Награды и звания
- Герой Украины (с вручением ордена Державы, 21.8.2010 — за выдающиеся личные заслуги перед Украинским государством в развитии музыкальной культуры, подъём международного престижа отечественного песенного искусства, многолетнюю творческую деятельность и высокое исполнительское мастерство)[2]
- 23 августа 1995 года награждена орденом князя Ярослава Мудрого V степени[3] — первый Указ о награждении новой наградой
- Государственная премия УССР имени Т. Г. Шевченко (1987) — за концертные программы последних лет
- Лауреат международных конкурсов вокалистов в Рио-де-Жанейро (1975, Гран-при; Бразилия) и Плевене, (1976, 1-я премия, золотая медаль; Болгария), международного конкурса грамзаписи в Братиславе, который организовало ЮНЕСКО (1978)
- Народная артистка УССР (1985).
- Почётная грамота Кабинета Министров Украины (1 сентября 2000 года) — за значительный личный вклад в развитие украинского музыкального искусства, весомые творческие достижения, высокий профессионализм[4]